# المجلة الزراعية العربية (فلسطين)
المجلة الزراعية العربية، هي مجلة فلسطينية، تركّز المجلة على القضايا الزراعية تحديدًا. صدر العدد الأول منها في كانون الثاني 1947، وتحتوي على مقالات أصيلة باللغة العربية إضافة إلى مقالات مهنية مترجمة من لغات أوروبية ذات صلة بأمور زراعية كأمراض المواشي والنباتات وأدوية كيماوية وإرشادات مفيدة لتحسين جودة الحقول الزراعية وإضافة إلى مقالات متخصصة في مجالات زراعية الأخرى. وصدرت المجلة في نفس الوقت في لبنان وسورية والأردن والعراق.
تنشر المجلة الأبحاث الأصلية، والاتصالات القصيرة، والمراجعات، والمراجعات المصغرة في جميع مجالات العلوم الزراعية والغذائية الأساسية والتطبيقية. تحظى المجلة برؤية عالية. يتم فهرسته بشكل متزايد في العديد من قواعد البيانات بالإضافة إلى اتصاله بـ Publons وCrossMark. تصدر المجلة عن كلية الزراعة المعتمدة بجامعة عين شمس ويستضيفها بنك المعرفة المصري. تتم عمليات التقديم والمراجعة بشكل كامل من خلال النظام الإلكتروني. 
تصدر المجلة ضمن سلسلة من المجلات العلمية المتخصصة عن المؤسسة العربية للتربية والعلوم والآداب، وقد خضعت الأبحاث المنشورة في هذا العدد للتحکيم من قبل أساتذة متخصصين ومتميزين في مجال تخصصهم، وحرصا من هيئة تحرير المجلة ومجلس إدارتها على المستوي العلمي لها سوف يتم نشر الأبحاث المتميزة دائما بها لتکون منارة جديدة للمتخصصين والباحثين في مجال الدراسات التربوية والنفسية ، وقبلة علمية للباحثين العرب من مختلف أرجاء وطننا العربي الکبير من الخليج إلى المحيط، وإذ ندعو الباحثين الراغبين في نشر أبحاثهم بها الالتزام بمعايير النشر بالمجلة والحرص على إجراء التعديلات والملاحظات التي يبديها المحکمين . 